# Wardensville (Virginia Occidental)
Wardensville es un pueblo ubicado en el condado de Hardy en el estado estadounidense de Virginia Occidental. En el Censo de 2010 tenía una población de 271 habitantes y una densidad poblacional de 318,04 personas por km².

## Geografía
Wardensville se encuentra ubicado en las coordenadas 39°4′42″N 78°35′26″O / 39.07833, -78.59056. Según la Oficina del Censo de los Estados Unidos, Wardensville tiene una superficie total de 0.85 km², de la cual 0.84 km² corresponden a tierra firme y (1.52%) 0.01 km² es agua.

## Demografía
Según el censo de 2010, había 271 personas residiendo en Wardensville. La densidad de población era de 318,04 hab./km². De los 271 habitantes, Wardensville estaba compuesto por el 96.31% blancos, el 1.85% eran afroamericanos, el 0% eran amerindios, el 1.11% eran asiáticos, el 0% eran isleños del Pacífico, el 0.74% eran de otras razas y el 0% pertenecían a dos o más razas. Del total de la población el 2.21% eran hispanos o latinos de cualquier raza.